# Nomism
Nomism (från grekiskans νομος ’lag’) är en etisk åskådning som innebär att det sedliga (moraliska) livet är det som följer lagen. Två representanter för denna ståndpunkt är den senare judendomen med fariseismen och den romerska kyrkan, framför allt dess jesuitorden.
I kristen teologi är nomism en nedsättande term som tillämpas på idén att "genom att göra goda gärningar eller genom att lyda lagen, tjänar en person och förtjänar frälsning."
Encyclopedia of Christianity i USA definierar nomism som en nedsättande deskriptor för "den direkta eller indirekta kopplingen av beteenden, discipliner och praxis till tron för att uppnå frälsning och rätt ställning inför Gud", och betonar ett behov "att utföra vissa gärningar för att vinna frälsning" (verk). Dessutom hänvisar nomism pejorativt till åsikten att kristna inte bör engagera sig i sociala sedvänjor som uppfattas strida mot ett kristet vittne, såsom spel, dans, konsumtion av alkohol, njuta av sekulär underhållning eller att bära uppseendeväckande kläder. Avhållsamhet från dessa saker finns bland grundläggande baptistiska, konservativa anabaptistiska och konservativa helighetssamfund.
Vad som betraktas som "nomismiskt" kan bero på det kristna samfundet. I motsats till den Lutherska teologin som kretsar kring läran om rättfärdiggörelse genom tro, har kristna i den anabaptistiska traditionen (som lär frälsning genom "tro som verkar") hävdat att vara en Jesu lärjunge genom noggrann lydnad till Nya testamentets befallningar (som till exempel helig kyss, dop, nattvard, huvudtäckning och fottvätt), är "avgörande bevis på att en individ har omvänt sig, trott och gett sig till Kristus." Den anabaptistiska teologen Menno Simons tillbakavisade det lutherska angreppet på nomism genom att hänvisa till Johannes 14:15.
Eftersom vi lär från Herrens mun att om vi vill gå in i [evigt] liv måste vi hålla buden; att Guds kärlek är att vi håller hans bud, de [lutherska] predikanterna kallar oss himmelstormare och förtjänstmän och säger att vi vill bli frälsta av våra egna förtjänster trots att vi alltid har bekänt att vi inte kan bli frälsta med hjälp av allt annat än genom Kristi förtjänster, förbön, död och blod.
Den reformerte kommentatorn Anna Grace Wood uttalade: "Om Gud i 1:a Korintierbrevet 11 befaller att bära huvudbeklädnader av tyg i tillbedjan och vi förkastar denna lära, är vi i synd eftersom vi förkastar Guds ord." Den kristna utläsaren Tony Cooke, som citerar Filipperbrevet 2:12, har uttalat att termen "nomist" ofta har tillämpats felaktigt på de som följer bibliska direktiv "som hänför sig till helighet, lydnad och levande gudomliga liv", och drar slutsatsen att "Guds nåd leder oss till lydnad, inte bort från den." Samtidigt sammanfattade teologen Leonard Ravenhill: "När det finns något i Bibeln som kyrkor inte gillar, kallar de det 'nomism'."
Fariséerna och sadducéerna, som beskrivs i evangelierna, betraktas ofta av kristna som nomister. Historiskt sett attackerade många kristna forskare i Nya testamentet judendomen för att vara "nomistisk". Denna anklagelse har motbevisats av andra forskare, såsom E.P. Sanders, som identifierar denna kritik som felaktig och ahistorisk.
Antinominism betraktas ofta som motsatsen till nomism, med situationsetik som en tredje möjlig position.
År 1921 uppgav Ernest De Witt Burton att i Galaterbrevet 2:16 användes det grekiska ordet nomos "uppenbarligen ... i dess nomistiska betydelse, och betecknar gudomlig lag som betraktas som ett rent nomistiskt system som består av stadgar, på grundval av lydnad eller olydnad som individer är godkända eller dömda till som en fråga om skuld utan nåd. Detta är gudomlig lag som nomisten definierade den."